# Selección masculina de hockey sobre hierba de Bélgica
La Selección masculina de hockey sobre hierba de Bélgica (también conocida como los Red Lions) es el equipo que representa a Bélgica en los campeonatos de selecciones masculinas de hockey sobre hierba.
Bélgica se coronó campeón de la Copa Mundial de Hockey Masculino de 2018, el Eurohockey Masculino 2019, la Hockey Pro League masculina 2020 y los Juegos Olímpicos de Tokio 2020. 
En Juegos Olímpicos de Río 2016 obtuvo la medalla de plata y la medalla de bronce en Juegos Olímpicos de Amberes 1920.
Además, logró el segundo puesto en la Liga Mundial de Hockey 2014-15 y consiguió la medalla de oro en el Hockey Pro League masculina 2020-21. 
En el Champions Trophy obtuvo el quinto puesto en tres ocasiones: 2012, 2016 y 2018.